# Associação Patriótica Católica Chinesa
A Associação Patriótica Católica Chinesa é um organismo estatal fundado em 1957 pelo Governo da República Popular da China (RPC), com o objectivo de controlar e supervisionar as actividades dos católicos chineses. Este organismo governamental pretende implementar "os princípios de independência e autonomia, autogestão e administração democrática" na Igreja Católica chinesa. Para o Magistério da Igreja Católica, esta intenção do Governo chinês "é inconciliável com a doutrina católica, que desde os antigos Símbolos de fé professa a Igreja « una, santa, católica e apostólica »".
A Associação Patriótica, cujos alguns membros nem são católicos, não reconhece a autoridade do Papa, incluindo o seu direito de nomear bispos, que é considerada por ela como uma interferência estrangeira nos assuntos internos da China. Por esta razão, a Associação Patriótica nomeia os seus próprios bispos e padres. Mas, a maioria destes nomeados acabaram por, muitas vezes clandestinamente, pedir a aprovação da Santa Sé e a comunhão total com o Papa, o que lhes foram concedidos pela Santa Sé e o que lhes conferem legitimidade. Aqueles que não quiseram o reconhecimento da Santa Sé (a minoria) "devem ser considerados ilegítimos, mas validamente ordenados, sempre que se tenha a certeza de que receberam a ordenação de Bispos validamente ordenados e que foi respeitado o rito católico da ordenação episcopal. Estes, portanto, embora não estejam em comunhão com o Papa, exercem validamente o seu ministério na administração dos sacramentos, mesmo que de modo ilegítimo". Logo, os padres ordenados por estes bispos ilegítimos também são considerados válidos.
Aqueles que não quiseram ser controlados por esta Associação estatal tiveram que praticar a sua religião clandestinamente, formando as chamadas Igrejas subterrâneas. Estas Igrejas particulares clandestinas têm os seus próprios padres e bispos, que reconhecem a autoridade do Papa como seu supremo Chefe e que foram ordenados legítima e validamente. Porém, como é de esperar, estas Igrejas ilegais, nomeadamente os seus clérigos, são ainda perseguidos pela Associação Patriótica e pelo Governo chinês.
Apesar disso, o Papa Bento XVI afirmou várias vezes que a Igreja clandestina e a Igreja oficial (controlada pela Associação Patriótica) são, no fundo, membros da única Igreja Católica, mas que não se puderam unir por razões e circunstâncias externas (a ausência de relações diplomáticas entre a Santa Sé e a RPC dificulta ainda mais a questão). Bento XVI também declarou que os católicos que participam nas actividades organizadas pela Associação Patriótica não são cismáticos e que os sacramentos administrados são válidos. É de notar que a Igreja oficial não é sinónimo de Associação Patriótica, que é só um organismo estatal que limita a liberdade religiosa da Igreja Católica. Em 2006, estimava-se que existe na RPC cerca de 8 milhões de católicos clandestinos e 5 milhões de católicos oficiais.
Em setembro de 2018, foi assinado um acordo provisório entre o Vaticano e o governo chinês que estipulava que a China recomendaria os nomes de bispos e padres para aprovação papal e que o papa tinha a capacidade de vetar quaisquer recomendações, o que tornaria as ordenações lícitas e válidas. O Papa Francisco também reconheceu sete bispos da Associação Patriótica Católica que anteriormente não estavam em comunhão com o Vaticano, um de forma póstuma. Com o pacto, a China e o Vaticano resolvem seu principal motivo de conflito. Alguns levantaram preocupações de que o acordo iria dividir os católicos em toda a China porque oferece mais controle ao governo chinês.  Entre os críticos mais contundentes está o cardeal de Hong Kong, Joseph Zen , que publicou um artigo de opinião no The New York Times intitulado "O Papa não entende a China", e afirmando que essa tentativa de unificar a igreja chinesa levará à "aniquilação da verdadeira Igreja na China". O acordo foi renovado em outubro de 2020, porém, um mês após, o governo chinês sinalizou uma traição do acordo, ao incluir um artigo sobre o estabelecimento de um processo para a seleção de bispos católicos na China que não prevê qualquer papel do papa no processo, nem mesmo um direito papal de aprovar ou vetar nomeações episcopais na China, que deveria ter sido a única concessão substantiva ao Vaticano no pacto. Porém o pacto foi respeitado, sem quaisquer ordenações ilícitas ou unilaterais por parte da China. O pacto foi renovado em outubro de 2022, sem nenhuma aprovação de ordenações episcopais na China desde que o acordo foi assinado.
Em abril de 2023 o pacto foi desrespeitado pelo governo chinês, ao transferir o bispo de Haimen, Dom Shen Bin, para a Diocese de Xangai, que estava vacante desde a morte do bispo Jin Luxian em abril de 2013, sem a aprovação do Papa. A Santa Sé disse que o bispo auxiliar da cidade, Ma Daqin, é quem deveria administrar a diocese, mas ele está em prisão domiciliar desde 2012, quando rejeitou publicamente a Associação Patriótica Católica Chinesa. O Vaticano disse ainda que só soube da mudança através da mídia. A AsiaNews, uma agência de notícias católica, disse que Shen foi nomeado pelo Conselho dos Bispos Chineses, que ele próprio dirige.
A Associação Patriótica não controla as dioceses de Macau e de Hong Kong, visto que ambas estão sediadas respectivamente nas regiões administrativas especiais de Macau e de Hong Kong, onde a liberdade religiosa é defendida pelos seus textos constitucionais (Lei Básica de Macau e Lei Básica de Hong Kong) e por tratados internacionais (Declaração Conjunta Sino-Portuguesa sobre a Questão de Macau e Declaração conjunta sino-britânica sobre a questão de Hong Kong).